# قلعه عبدالحسین
قلعه حاج عبدالحسین ، روستایی از توابع بخش مرکزی شهرستان شوشتر در استان خوزستان ایران است.

## جمعیت
این روستا در دهستان میان‌آب (شوشتر) شمالی قرار دارد و براساس سرشماری مرکز آمار ایران در سال ۱۳۹۶، جمعیت آن ۸۹۰ نفر (۱۳۷خانوار) بوده‌است.